# Pepi Bader
Pepi Bader (n. 29 mai 1941, Grainau, Bavaria, Germania – d. 30 octombrie 2021, Garmisch-Partenkirchen, Bavaria, Germania) a fost un bober german, medaliat olimpic. A participat la două ediții ale Jocurilor Olimpice (1968, 1972) în care a câștigat două medalii de argint.